# Освобождение Кёнигсберга войсками Витгенштейна (1813 год)
 Освобождение  Кёнигсберга  войсками Витгенштейна — войсковая операция по изгнанию из  Кёнигсберга  французского корпуса маршала  Макдональда, которая была осуществлена  войсками русского корпуса графа Витгенштейна  5 января 1813 года.

## Предыстория
30 декабря 1812 года в 8 часов утра на Пошерунской мельнице близ города  Тауроген была заключена  Таурогенская конвенция. С русской стороны конвенцию подписал  генерал-майор Дибич, с прусской генерал-лейтенант Йорк – командир второй колонны  войск Макдональда армии Наполеона.   Согласно договору, прусский корпус генерала Йорка объявлялся нейтральным и «более не препятствовал проведению операций русской армии». Получив донесение о заключенной конвенции, Император  Александр I написал Йорку:
Спешу генерал изъявить свое удовольствие: отныне две нации, взаимно соединенные чувствами уважения и приязни, не будут истреблять одна другую в угоду ненасытному властолюбию  притеснителя Европы
В тот же день Йорк послал:  майора  фон Тиле к Королю Пруссии Фридриху-Вильгельму III с донесением о заключенной конвенции и офицера своего штаба  в Тильзит к генералу Массенбаху - командиру прусского отряда  в составе первой колонны войск Макдональда армии Наполеона. Офицер должен был передать Массенбаху приказ о немедленном возвращении в Тауроген, а также письмо, которое должно было попасть в руки Макдональда не ранее отхода прусского отряда в Тауроген.    Массенбах исполнил приказ.  31 декабря он привел свой отряд в Тауроген.  Макданальд оставался в Тильзите до утра 31 декабря в ожидании прибытия войск Йорка. Однако, получив донесение о переходе Массенбаха на правую сторону  Немана и письмо от Йорка, Макдональд с дивизией Гражана ( 8 тыс. человек с 20 орудиями)  немедленно выступил на Кёнигсбергскую дорогу. Таким образом, он лишился содействия Йорка (дивизии генерал-майора Клейста), а также отряда Массенбаха, состоявшего из 19 батальонов и 14 эскадронов ( 16 тыс. человек с 48 орудиями).

## Ход операции
28 декабря 1812 года войска Витгенштейна переправились через Неман у  Юрбурга.  Замысел Витгенштейна состоял в том, чтобы перерезать Инстербургскую и Кёнигсбегскую дороги и запереть корпус Макдональда в углу, который образует Куршский залив и нижнее течение Немана.  Однако, реализация замысла была сорвана плохим состоянием дорог с «выбоинами» из-за оттепели.  1 января 1813 года Макдональд отступил к Мелаукену,  корпус Витгенштейна занял Шиллен. Передовой отряд корпуса Витгештейна под командованием генерал-адъютанта Голенищева-Кутузова, а также авангард корпуса под командованием генерал-майора Шепелева заняли Скайсгиррен. Общая диспозиция русских войск была следующая:   большую часть сил Витгенштейн направил к  Велау и Фридланду  с тем, чтобы перерезать пути сообщений наполеоновских войск между  Данцигом и Кёнигсбергом. Дунайская армия Чичагова шла левее на Губинен  и Инстербург. Еще левее шли отряды, наблюдавшие отход Шварценберга.
2 января 1813 года Голенищев – Кутузов с 4000 человек кавалерии был направлен к Велау с тем, чтобы перерезать движение дивизии генерала Гёделе, выступившего из Кёнигсберга.  В промежутке между авангардом Шепелева и отрядом Голенищева-Кутузова действовал кавалерийский отряд (  1200 чел.) генерала Сиверса.  Мюрат выступил из Кёнигсберга в сторону Эльблонга. Макдональд отступил к Лабиау. Шепелев ( 6500 человек пехоты и 1500 кавалерии с 18 орудиями) получил приказ атаковать силы Макдональда на дороге к Лабиау.  3 января 1813 года Шепелев атаковал французскую бригаду Башелю. Русские войска обошли французов с флангов и заставили отступить.
В тот же день отряд Голенищева-Кутузова при поддержке войск графа Штайнгеля вытеснили   французскую дивизию генерала Гёделе из Велау.  Французы «без сопротивления» покинули город. Гёделе повернул обратно к Кёнигсбергу.  Сиверс занял   Тапиау.  Кавалерия Голенищева-Кутузова двинулась по левому берегу реки Преголь к Кёнигсбергу, отряд Сиверса - по правому берегу.
4 января 1813 года войска Макдональда прибыли в Кёнигсберг. Макдональду удалось собрать в городе  войска численностью  20 тыс. человек.
К вечеру 4 января к городу подошли отряды корпуса Витгенштейна: по левому берегу  Преголи - Голенищева-Кутузова, по правому берегу - Сиверса и авангард Шепелева.  В ночь с 4 на 5 января 1813 года войска Макдональда, затопив большое число орудий, выступили из Кёнигсберга в сторону Эльблонга. 5 января 1813 года авангард Шепелева при поддержке отрядов Голенищева-Кутузова и Сиверса вступил в Кёнигсберг.

## Итог
Было пленено 1300 человек регулярной армии и 8000 человек больных и ослабленных.  Освобождены из плена русские офицеры и солдаты отряда Властова, который был рассеян 26 декабря 1812 года бригадой Башелю при Пиктупене.
В Кёнигсберге были обнаружены «огромные магазины неприятеля». Всюду на прусской земле русские были встречены с ликованием «как избавители от нестерпимого ига».
5 января 1813 года главные силы корпуса Витгенштейна перешли в Велау. 7 января 1813 года корпус занял Фридланд.  8 января 1813 года прибыл к   Бартенштайну.
Тем временем, авангард корпуса Витгенштейна под командованием генерала Шепелева выступил за отступающим неприятелем из Кёнигсберга к Браунсбергу. 7 января 1813 года неприятель занял позиции у Браунсберга.  Генерал-адъютант Голенищев-Кутузов при поддержке войск графа Штайнгеля и  Платова планировал атаковать Эльблонг со стороны Мюльхаузена одновременно с подходом  авангарда Шепелева.   9 января французы оставили Браунсберг.  Авангард корпуса Витгенштейна занял этот город и преследовал неприятеля до Эльблонга.
10 января корпус Витгенштейна переночевал в  Гейльсберге.   11 января занял  Гутштадт. Мюрат перенес главную квартиру из  Эльблонга в Познань.  12 января 1813 года войска корпуса Витгенштейна заняли Эльблонг.  Витгенштейн посетил Кёнигсберг. Он вывихнул левую руку и остался в городе на лечение. Командование корпусом поручил графу Штайнгелю.